# Jurasee
Jurasee är en sjö i Antarktis. Den ligger i Sydshetlandsöarna. Argentina, Chile och Storbritannien gör anspråk på området. Jurasee ligger 136 meter över havet.